# Busseola segeta
Busseola segeta är en fjärilsart som beskrevs av Wray Merrill Bowden 1956. Busseola segeta ingår i släktet Busseola och familjen nattflyn. Inga underarter finns listade i Catalogue of Life.